# LHCf
Koordinaten: 46° 14′ 8,7″ N, 6° 3′ 18,3″ O; CH1903: 493278 / 121422
Das LHCf-Experiment (für Large Hadron Collider forward) ist eines von sieben Experimenten am Large Hadron Collider am CERN.
Das LHCf-Experiment ist das kleinste der am LHC untergebrachten Experimente, es besteht aus zwei etwa 30 cm × 80 cm × 10 cm großen und etwa 40 kg schweren Detektoren und wird von 22 Wissenschaftlern betreut.

## Motivation
Mit dem LHCf-Experiment werden Erfahrungen zur Kalibrierung von Teilchen-Detektoren gesammelt. Das betrifft insbesondere Modelle zur Monte-Carlo-Simulation von Detektoren zur Untersuchung der kosmischen Strahlung, wie sie beispielsweise am Pierre-Auger-Observatorium für höchste Energien jenseits des GZK-Cutoffs Verwendung finden.

## Experimenteller Aufbau
Das LHCf-Experiment besteht aus zwei Kalorimetern aus Wolfram-Platten und Kunststoff-Szintillatoren, die 140 m entfernt vom ATLAS-Detektor genau zwischen die beiden Strahlrohre des LHC eingefahren werden können. Diese Stelle liegt genau in Vorwärtsrichtung hinter dem Strahl-Kreuzungspunkt, dort sind die höchsten Teilchenenergien zu erwarten.
Die Szintillator-Materialien der LHCf-Detektoren sind nicht auf große Strahlenresistenz ausgelegt. Daher werden für den Betrieb von LHCf die Strahlen etwas gegeneinander verschoben, um eine niedrigere Kollisionsrate zu erhalten. Dies wird üblicherweise gemacht, wenn der Beschleuniger noch keine hohe Kollisionsrate liefern kann, wie sie der ATLAS-Detektor erwartet.